# Juha Valjakkala
Juha Veikko Valjakkala, senare med namnen Aslak Valdemar Ahonen, Nikita Joakim Fouganthine och vid sin död Nikita Bergenström, född 13 juni 1965 i Björneborg, död 27 februari 2023, var en finländsk brottsling som den 9 februari 1989 dömdes till livstids fängelse och utvisning från Sverige efter att ha befunnits skyldig till Åmselemorden.

## Åmselemorden
I juli 1988 var Juha Valjakkala och Marita Routalammi de två mest eftersökta personerna i Europa efter förövandet av Åmselemorden den 3 juli. Den 1 maj samma år hade Valjakkala frigivits från Åbo fängelse (även känt som Kakola) i Finland och reste tillsammans med flickvännen Routalammi till Sverige. De stal en cykel från en familj som bodde nära kyrkan i Åmsele. När fadern och en av sönerna sökte upp dem och bad dem lämna tillbaka cykeln sköt Valjakkala ihjäl dem med ett avsågat hagelgevär från nära håll. Senare dök även modern i familjen upp. Hon slogs ner med gevärskolven innan hon blev knivskuren i halsen. Kvinnan dog omedelbart. Efter ett stort polispådrag greps Juha Valjakkala och Marita Routalammi på järnvägsstationen i Odense, Danmark. Polisen hade lyckats spåra dem genom en bilstöld i Pajala, som knöts till Valjakkala.
År 1991 gjorde den svenske filmregissören Jan Troell filmen Il Capitano om Åmselemorden. David Lagercrantz skrev Änglarna i Åmsele (1998), Pelle Svensson skrev Utan nåd (2005) och Victoria Larsson skrev Ett norrländskt trauma (2014).

## Fängelsestraff och flyktförsök
Valjakkala, som först satt häktad i bland annat Gävle, dömdes till livstids fängelse att avtjänas i Finland. Han överfördes till Finland 1989 och försökte många gånger rymma.
- 1991 försökte han första gången rymma, men greps nästan genast.
- 1994 rymde han igen från fängelset i Riihimäki. Han tog fängelsets engelsklärare som gisslan och flydde beväpnad norrut med bil. Polisen fick dock fast honom redan i Tavastehus. Gisslan hade inte skadats.
- 1997 försökte han fly från Åbo fängelse.
- Den 13 maj 2002 rymde han från ett fängelse i Pyhäselkä nära Joensuu under en obevakad permission, men greps av polis dagen därpå i Sverige tillsammans med sin fru Minna-Maria Huttunen.
- Den 19 april 2004 försökte han tillsammans med en 24-årig medfånge rymma från fängelset i Sukeva, men vakter sprang i kapp de två redan efter några hundra meter.
- Natten mot den 28 november 2006 rymde Valjakkala återigen, den här gången från en öppen anstalt i Fredrikshamn, Finland.[4] Rikslarm utfärdades i flera länder, så även i Sverige, trots att Valjakkala genom att ha blivit utvisad på livstid från riket redan var efterlyst (för att förhindra att han skulle ta sig in i landet igen). Han greps på kvällen den 30 november i Månsas utanför Helsingfors.[5] Efter att ha förts från häktet till fängelset försökte Valjakkala i sin cell hänga sig i en snara av sängkläder men blev inte allvarligt skadad.[6]
- Natten mot den 23 november 2011 rymde han från fängelset i Kervo[7] där han satt för att avtjäna ett fyra månaders fängelsestraff för rattfylleri och olaga hot (detta efter att ha blivit frigiven 2009 efter Åmseledomen). Klockan 13:30 den 1 december greps han i Helsingfors.[8]
- I juni 2012 dömdes Valjakkala till två års fängelse för bland annat sabotage och misshandel. Enligt Helsingfors tingsrätt hade han cirka ett år tidigare anlagt en brand och misshandlat två personer.[9][10]
- Den 25 oktober 2022 rymde han återigen från det öppna fängelset i Kervo, genom att inte återvända från ett läkarbesök. Samma dag greps han av polisen.[11]

## Nådeansökan och frisläppande
Valjakkala ansökte om benådning av högsta domstolen i Finland många gånger. Först avslogs ansökningarna, men i januari 2006 ansågs han till sist kunna benådas. Ärendet vilade sedan länge hos Finlands president och den folkliga opinionen såväl som svenska myndigheter motsatte sig Valjakkalas eventuella frigivning. Efter rymningen den 28 november verkade hans möjligheter för frigivning minska och ärendet sköts också upp på framtiden. 
Ett år därefter, i oktober 2007, avslog president Tarja Halonen en ny nådeansökan men redan 3 december samma år meddelade Helsingfors hovrätt att Valjakkala hade benådats. Livstidsstraffet omvandlades till ett tidsbestämt straff, och Valjakkala frigavs villkorligt den 25 februari 2008. 
Den 10 maj 2008 avvek Valjakkala från sin övervakade frihet och greps omkring ett dygn senare, efter en 30 km lång biljakt, utanför Laanila nära Enare i norra Finland. Helsingfors hovrätt beslutade 26 juni 2008 att Valjakkala inte skulle släppas villkorligt fri efter flykten i maj och något nytt datum för frigivning angavs ej.
I augusti 2008 beviljade Finlands högsta domstol Valjakkala tillstånd att överklaga hovrättens dom och efter att så gjorts beslutades den 17 december 2008 att han skulle bli villkorligt frigiven i februari 2009, vilket han slutgiltigt också blev den 2 februari 2009.
Efter frigivningen fortsatte han att begå brott, och sommaren 2012 dömdes han till två års fängelse för misshandel och anlagd brand i Helsingfors. Under ett nytt fängelsestraff 2015 avvek han efter en permission.  En månad senare fångades han gömd på en vind i ett hus i Helsingfors.